# Églises reréformées (Pays-Bas)
Pour un article plus général, voir Protestantisme aux Pays-Bas.
Pour les articles homonymes, voir GKN (homonymie).
Les Églises reréformées des Pays-Bas (en néerlandais gereformeerde kerken in Nederland), en abrégé église reréformée (gereformeerde kerk), sont issues de scissions survenues au sein de l’Église réformée néerlandaise au cours du XIXe siècle. La principale d'entre elles, parfois dénommée au singulier l'Église reréformée des Pays-Bas, a été la deuxième plus grande dénomination protestante des Pays-Bas et l'une des deux grandes dénominations réformées du pays avec l'Église réformée néerlandaise (Nederlandse Hervormde Kerk), ce depuis 1892 et jusqu'à leur fusion au sein de l'Église protestante aux Pays-Bas en 2004. Elle représentait une tendance dite orthodoxe (c'est-à-dire conservatrice) du calvinisme néerlandais. Un certain nombre de plus petites unions d'églises de même tendance portent aussi le nom de gereformeerd.

## Étymologie
En néerlandais, les mots hervormd et gereformeerd sont pratiquement synonymes. L'habitude prise dans le protestantisme français d'appeler la gereformeerde kerk "église reréformée" relève d'une homophonie et ne signifie pas que ces églises aient été réformées une deuxième fois. 

## Historique
Les Églises reréformées des Pays-Bas ont été fondées en 1892 par la réunion de deux groupes qui s'étaient séparés de l'église nationale historique, l'Église réformée néerlandaise (Nederlandse Hervormde Kerk):
- une partie de l'Église chrétienne réformée des Pays-Bas (Christelijke Gereformeerde Kerk in Nederland, CGK), qui a son origine dans la "séparation de 1834" ("de afscheiding")[1], initiée par le pasteur Hendrik de Cock, et
- le groupe créé à l'instigation d'Abraham Kuyper, sous le nom de doleantie, à partir de 1886[2].

Après des débuts difficiles, car les dissidents de la CGK étaient mis au ban de l'Église réformée néerlandaise (NHK), alors encore église officielle, la séparation de l'église et de l'état étant intervenue en 1848, la CGK puis la GKN purent se développer. A leur théologie néo-calviniste conservatrice vint s'ajouter, sous l'influence d'Abraham Kuyper, une ligne politique très conservatrice proche du parti d'Abraham Kuyper, le Parti anti-révolutionnaire (ARP).
Par la suite, deux groupes se sont séparés de la GKN (Gereformeerde Kerk Nederland) :
- en 1926, après un conflit à propos de l'interprétation littérale de la Bible : la majorité orthodoxe de l'église affirmait que, dans l'histoire d'Adam et Ève[4], le serpent avait reçu le pouvoir de la parole alors que les membres les plus libéraux de l'église considéraient le récit comme une allégorie. Après que le synode réuni à Assen en 1926 eut conclu que le récit était basé sur des faits et une réalité observable, les dissidents ont formé les Gereformeerde Kerken in hersteld verband ("églises reréformées en union restaurée"). En 1971-1972, la GKN a révisé la conclusion du synode de 1926.
- en 1944, un second schisme, appelé le vrijmaking ("Libération", entendue par rapport à l'autorité synodale), a séparé les Églises reréformées libres des Pays-Bas, dites reréformées libérées (Gereformeerde Kerken vrijgemaakt), des autres Églises reréformées des Pays-Bas.

Le long processus de réunification des différentes églises protestantes néerlandaises a commencé en 1962 et s'est terminé le 1er mai 2004, date où les différentes églises reréformées des Pays-Bas, l'Église réformée néerlandaise et l'Église évangélique luthérienne néerlandaise ont fusionné pour former l’Église protestante des Pays-Bas. À cette date, les églises reréformées des Pays-Bas comptaient autour de 675 000 membres, dont 400 000 pratiquants. Il y avait 857 paroisses, avec près de 1 000 bâtiments.
Sept paroisses n'ont pas validé l'accord de fusion, et ont fondé, le 8 mai 2004, une nouvelle église indépendante, les "Églises reréformées prolongées aux Pays-Bas" (voortgezette Gereformeerde Kerken in Nederland).

## Théologie
Jusqu'à la Seconde Guerre mondiale, la Gereformeerde Kerk a été caractérisée par des croyances néo-calvinistes classiques. L'église se concevait comme la seule vraie église du Christ, dont la mission terrestre est d'"aplanir le chemin du Seigneur" et lutter contre "l'esprit de Babylone" afin de hâter la ruine des puissants de ce monde et de préparer le règne du Christ. Les principales influences sur la théologie de ces églises étaient celles d'Abraham Kuyper et d'Herman Bavinck. Après la Seconde Guerre mondiale, le caractère de l'église a changé. Après 1962, elle est devenue une église ouverte, avec des espaces de liberté pour des croyances différentes. Parmi les théologiens modernes de l’Église reréformée, on compte Gerrit Cornelis Berkouwer (1903-1996) et Harry M. Kuitert (1924-2017).
Les pasteurs des églises reréformées néerlandaises sont formés dans deux universités "reréformées" : l'Université libre d'Amsterdam et l'Université de théologie de Kampen.